# Zanclea hicksoni
Zanclea hicksoni är en nässeldjursart som först beskrevs av Stepan'yants 1972.  Zanclea hicksoni ingår i släktet Zanclea och familjen Zancleidae.
Artens utbredningsområde är Södra Ishavet. Inga underarter finns listade i Catalogue of Life.